# Ragione e sentimento
Ragione e sentimento (titolo originale: Sense and Sensibility) è un romanzo scritto da Jane Austen fra il 1795 e il 1810 e pubblicato anonimo per la prima volta nel 1811.
Il testo è stato più volte rimaneggiato e adattato per la televisione e il cinema. Una tra le più note riedizioni è quella di Ang Lee del 1995. In Italia il libro è stato a volte pubblicato anche con i titoli Elinor e Marianne, L'eterno contrasto, Senno e sensibilità, Sensibile amore, Sensibilità e buon senso.
Il libro ebbe un enorme successo: testimonianza di ciò è il fatto che fu tradotto in francese già nel 1815, quando la scrittrice era ancora in vita.

## Introduzione
Elinor e Marianne Dashwood sono due sorelle dai caratteri opposti. Elinor, la maggiore, ha 19 anni e rappresenta la parte della "ragione" indicata dal titolo. Marianne ha 17 anni e rappresenta, invece, il "sentimento".
Elinor e Marianne sono le figlie del secondo matrimonio del Signor Dashwood. Oltre a loro c'è anche una sorella minore, Margaret, e il fratello maggiore, John, che è nato dal primo matrimonio. Quando il padre muore, la tenuta familiare passa, come consuetudine, al primogenito maschio, John, così le donne Dashwood si trovano in una situazione finanziaria molto precaria.

## Trama
La signora Dashwood, seconda moglie di Mr. Dashwood, ha avuto da questi tre figlie: Elinor, Marianne e Margaret. Il romanzo si apre con la notizia della morte del signor Dashwood: la sua tenuta, Norland, passa a John Dashwood, figlio primogenito avuto dal precedente matrimonio, e tutto il patrimonio al figlioletto di questi, Harry. Sebbene John abbia promesso al padre di prendersi cura della matrigna e delle sorellastre, sua moglie Fanny, una donna profondamente egoista, lo persuade facilmente a non donare loro nulla dell'eredità paterna. Le Dashwood sono trattate come ospiti “non benvenute” nella loro stessa casa e, presto, sono costrette a cercare una nuova abitazione.
Contemporaneamente a questi fatti, Elinor si innamora del fratello di Fanny, Edward Ferrars, un uomo tranquillo e di natura gentile, che non ambisce a fare una vita pretenziosa e non aspira a scalare la gerarchia sociale del tempo. Anche se non è bello o affascinante, Elinor inizia ad ammirarlo per la sua intelligenza e per la sua ragionevolezza.
In ogni caso, la fortuna di Edward è vincolata alle decisioni materne. Elinor sa che la Signora Ferrars vuole che suo figlio sposi una donna d'alto rango e con un importante patrimonio alle spalle, e dunque crede di non poter coronare il proprio sogno di felicità.

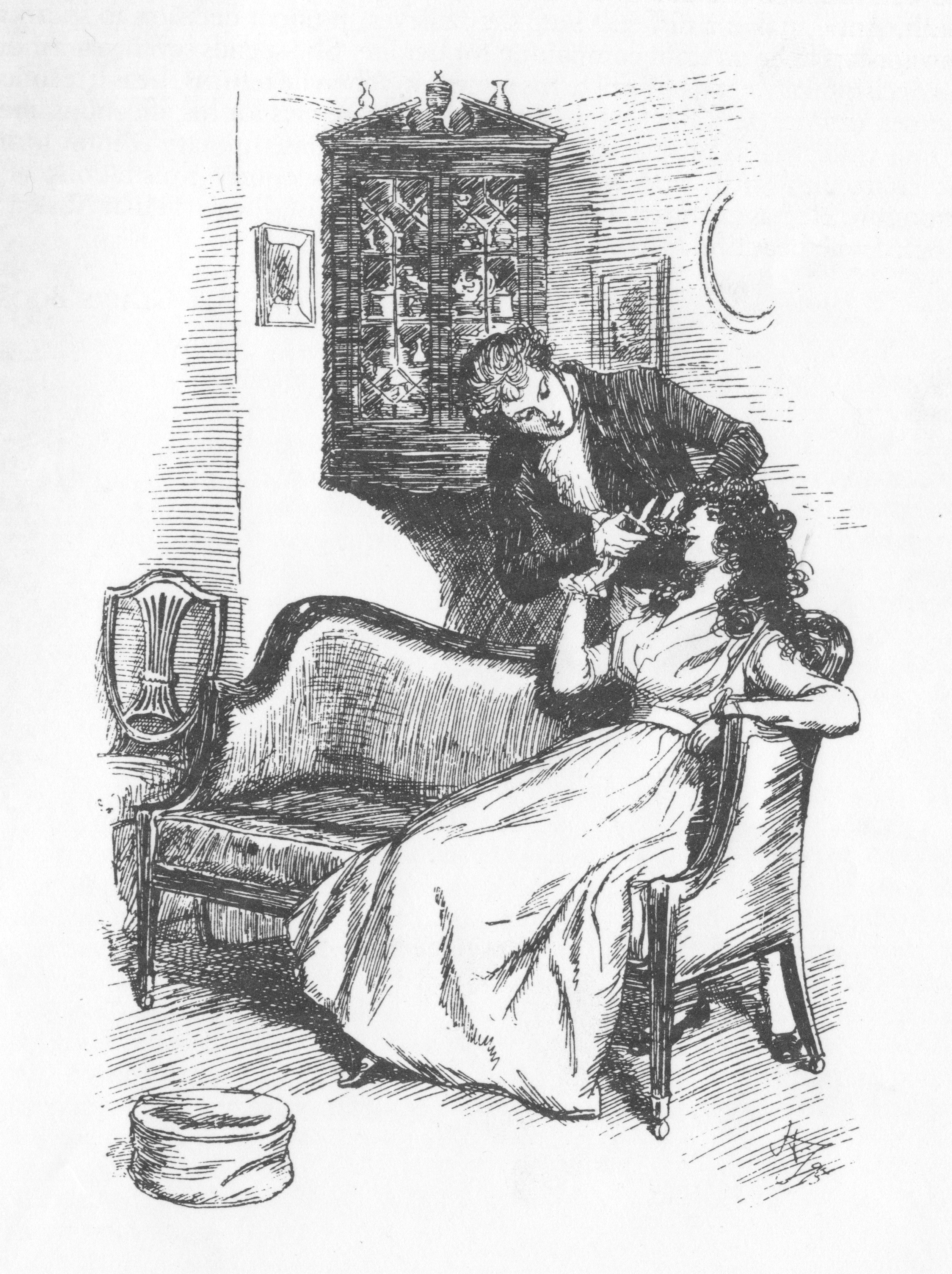
Un'illustrazione del XIX secolo mostra Willoughby mentre taglia una ciocca dei capelli di Marianne

La Signora Dashwood e le sue figlie lasciano presto Norland per trasferirsi nel Devonshire a Barton Cottage. Il proprietario del cottage è Sir John Middleton, un lontano cugino della signora Dashwood che, venuto a conoscenza delle precarie condizioni economiche in cui versa parte della sua famiglia, non esita a metter loro a disposizione Barton Cottage, affittandolo ad un prezzo inferiore al suo reale valore. Sir John vive a Barton Park, insieme alla elegantissima ma fredda moglie e ai suoi viziati figli. Sono spesso ospiti a Barton Park anche la madre di Lady Middleton, la Signora Jennings, di temperamento molto diverso da quello della figlia, e il trentacinquenne Colonnello Brandon, un vecchio amico di Sir John.
La Signora Jennings, che è un'anziana signora molto gioviale e amante del pettegolezzo, ben presto intuisce che il Colonnello Brandon si è innamorato di Marianne, la quale invece considera il Colonnello uno scapolo incallito, anziano ed infermo, incapace di innamorarsi di qualcuno o di ispirare amore a qualcuno.
Mentre Marianne passeggia nei dintorni di Barton Cottage in compagnia della sorella minore Margaret, viene sorpresa dalla pioggia. Scivola sull'erba bagnata e si sloga una caviglia. Viene soccorsa subito da John Willoughby, un attraente giovanotto di passaggio. Marianne è affascinata dal comportamento galante del giovane, che la trasporta verso casa e ne rimane parimenti affascinata anche la sua famiglia.
Dopo questo incidente, Willoughby inizia a visitare Marianne tutti i giorni. I due diventano molto intimi e perciò Elinor e la madre sospettano che si siano segretamente fidanzati, ma la natura sentimentale della Signora Dashwood le vieta di seguire il consiglio, datole da Elinor, di chieder conto esplicitamente a Marianne del suo rapporto con Willoughby. Intanto il Colonnello Brandon, per questioni imprecisate, deve improvvisamente allontanarsi da Barton Park ed andare a Londra, suscitando le più svariate congetture della signora Jennings sui motivi della partenza. Anche Willoughby è costretto a ritornare in città, provocando una grande tristezza a Marianne; ma anche in questo caso le ragioni dell'allontanamento del gentiluomo sono sconosciute alle signorine Dashwood e alla madre (non si sa se Marianne sappia qualcosa di più).
Dopo poco tempo giunge in visita a Barton Cottage Edward Ferrars, il quale sembra molto infelice e ha un atteggiamento distaccato nei confronti di Elinor, la quale, tuttavia, a differenza di Marianne, non sprofonda in una tristezza malinconica.
Giungono ancora altri visitatori, questa volta destinati a Barton Park. Si tratta di Anne e Lucy Steele, cugine di Lady Middleton. Sir John, essendosi accorto dei sentimenti che Elinor prova per Edward, la prende in giro di fronte alle due sorelle, e questa notizia spinge Lucy a confidare ad Elinor di essere lei stessa segretamente fidanzata con Edward, già da quattro anni. Benché in principio Elinor accusi Edward di doppiezza nei suoi confronti e nei confronti di Lucy, ben presto si rende conto che il fidanzamento di Edward risale ad un periodo della sua vita in cui era giovane e molto influenzabile. Elinor capisce che Edward non ama più Lucy, e che non rompe il fidanzamento solo per non disonorarla. Elinor nasconde il suo disappunto sia alla famiglia che agli amici e riesce a persuadere Lucy di non provare nulla per Edward.
Elinor e Marianne trascorrono l'inverno a Londra, ospiti nella casa della Signora Jennings. Marianne, sapendo che Willoughby è a Londra cerca di mettersi in contatto con lui, ma le sue lettere rimangono senza risposta. L'incontro tanto atteso avrà luogo durante una festa, in cui il giovane tratta entrambe le sorelle con freddezza e scarsa cortesia. Il giorno dopo, in risposta ad un'ultima lettera di Marianne, finalmente arriva un freddo messaggio di Willoughby, con il quale la informa di essere fidanzato e prossimo al matrimonio con la Signorina Grey, una donna molto ricca. Marianne confessa ad Elinor che lei e Willoughby non erano mai stati fidanzati, ma che lei lo ama e lui l'ha indotta a credere di essere riamata.
Il Colonnello Brandon rivela, inoltre, ad Elinor che Willoughby aveva precedentemente sedotto sua figlia adottiva, la Signorina Williams, ma che l'aveva abbandonata non appena quest'ultima aveva scoperto di essere incinta. Il Colonnello confessa anche che una volta era innamorato della madre della Signorina Williams, una donna che Marianne le ricorda molto e che fu distrutta da un'infelice unione con il fratello dello stesso Colonnello.

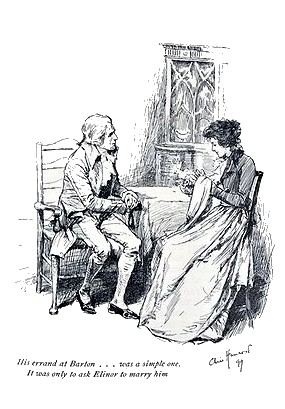
Edward chiede a Elinor di sposarlo (George Allen, 1899)

Pochi giorni dopo la Signora Jennings comunica ad Elinor che la Signora Ferrars ha scoperto il fidanzamento segreto di Edward con Lucy e che, al rifiuto di Edward di rompere il fidanzamento, la madre lo ha diseredato. Elinor e Marianne sono dispiaciute per Edward e sono convinte che sia onorevole per un uomo mantenere le proprie promesse, anche se ciò significa essere legato ad una donna che non lo renderà mai felice. Elinor viene a sapere che Lucy intende ugualmente sposare Edward, il quale, per poter provvedere a sua moglie, vuole diventare pastore. Il Colonnello Brandon, sapendo quanto possa essere duro iniziare una nuova vita quando si è ostacolati, offre ad Edward la parrocchia di Delaford, anche se lo conosce molto poco. Elinor incontra il fratello di Edward, Robert, il quale pare non sia affatto dispiaciuto del fatto che Edward sia stato diseredato, essendo egli in tal modo divenuto l'erede della famiglia Ferrars.
Marianne, durante il viaggio di ritorno da Londra a casa, si ammala gravemente dopo una passeggiata sotto la pioggia e il Colonnello Brandon parte per andare a prendere sua madre e condurla da lei. Le due sorelle sono ospiti nella tenuta della seconda figlia della Signora Jennings e qui giunge inaspettatamente Willoughby, allarmato dal fatto di aver saputo che Marianne è in fin di vita. Egli confessa ad Elinor che sua zia, scoperto ciò che era accaduto fra lui e la Signorina Williams, lo aveva diseredato e lasciato pieno di debiti: fu questo il motivo che lo indusse a sposare una donna ricca, mentre in realtà amava ancora Marianne, di cui desidera il perdono. Nel frattempo, in carrozza, il colonnello Brandon confessa alla Signora Dashwood il suo amore per Marianne.
Marianne si riprende dalla malattia e le Dashwood tornano a Barton Cottage. Elinor racconta a Marianne della visita di Willoughby, la quale, assennatamente, reagisce dicendo che, nonostante abbia molto amato Willoughby, non avrebbe mai potuto essere felice con un uomo simile. Afferma inoltre che la sua malattia è stata causata dall'eccessiva sensibilità e che, se fosse morta, si sarebbe trattato di una sorta di suicidio. Decide di cambiare il suo carattere, soprattutto prendendo ad esempio il comportamento giudizioso della sorella.
La famiglia Dashwood viene a sapere che Lucy ha sposato il Signor Ferrars. Quando la Signora Dashwood si accorge di quanto Elinor appaia sconvolta da tale notizia, finalmente si rende conto di quanto fossero grandi i sentimenti che lei provava nei confronti di Edward e di quanto sia stata forte nel nascondere a tutti il suo profondo dolore. È molto dispiaciuta di non essere stata più vicina alla figlia. Tuttavia il giorno seguente arriva l'inaspettata visita di Edward stesso, il quale rivela che a sposare Lucy è stato suo fratello Robert: Lucy, nei giorni in cui affermava che avrebbe sposato Edward nonostante fosse stato diseredato, in realtà approfittava delle visite che Robert le faceva nel tentativo di dissuaderla dallo sposare il fratello per sedurlo. Edward chiede ad Elinor di sposarlo e lei accetta. Il giovane Ferrars si riconcilia anche con sua madre, la quale acconsente al matrimonio, e dona loro diecimila sterline, sufficienti a far sì che vivano tranquillamente. Edward ed Elinor si sposano e si trasferiscono nella parrocchia di Delaford. La riconciliazione con la madre è comunque parziale, anche dopo il matrimonio di Robert con Lucy. Quest'ultima, con i suoi modi intriganti e vanesi, riuscirà infatti ad attirare l'affetto della suocera più di quanto meriti.
Willoughby, a seguito del matrimonio con la Signorina Grey, riceve comunque l'eredità che credeva perduta per saldare i suoi debiti, perché la zia ricca si è convinta che l'unione con una donna di buon carattere lo abbia redento. Willoughby si rende conto così che la reazione della zia sarebbe stata la stessa anche se avesse sposato Marianne e in più capisce, che se si fosse comportato in maniera onorevole, avrebbe ottenuto sia i soldi che l'amore.
Nei due anni successivi la Signora Dashwood e le figlie si recano spesso a Delaford a trovare Edward ed Elinor. Marianne, ormai maturata, si fidanza con il Colonnello Brandon, a cui si sente legata da un sentimento più profondo rispetto a quello che la legava a Willoughby. Il Colonnello e Marianne si stabiliscono poco lontano da Edward ed Elinor, nella casa padronale di Delaford, proprietà di famiglia del Colonnello Brandon.

## Personaggi

### Famiglia Dashwood
- Elinor Dashwood: prima figlia del matrimonio fra Henry Dashwood e la sua seconda moglie. Dall'indole molto razionale e riservata, segue le convenzioni sociali con moderazione e decoro pur non mancando di una spiccata osservazione realistica della società e di un forte senso pratico. Alla morte del padre, seppur diciannovenne, diventa una guida per la famiglia. Infatti, nonostante si innamori del fratello di suo cognata Fanny, Edward Ferrars, il suo senso di responsabilità le fa gestire i dolori di questa relazione in maniera razionale. Molto legata alla madre e alle sorelle, fa di tutto per aiutare Marianne dopo la sua delusione d'amore e si rivela essere un'amica molto leale e generosa, legando sia con Edward Ferrars che con il colonnello Brandon.
- Marianne Dashwood: seconda figlia del matrimonio fra Henry Dashwood e la sua seconda moglie. Personaggio opposto alla sorella Elinor, ha un'indole estremamente romantica, vivace e passionale, infatti sogna di trovare il grande amore e vivere una storia simile a quelle che legge nei suoi romanzi. Benché siano diverse caratterialmente, lei e Elinor sono molto legate e si aiutano sempre. Sedicenne, si innamora di John Willoughby che la abbandona per un matrimonio più conveniente; la disperazione dovuta all'abbandono la fa ammalare, portandola quasi in fin di vita. La malattia costituisce per Marianne un punto di svolta e maturazione. Prenderà come modello la sorella maggiore e sposerà il più maturo, affidabile e gentile Colonnello Brandon, di lei innamorato e verso il quale Marianne maturerà prima un sincero affetto fino a diventare un sentimento molto più profondo.
- Margaret Dashwood: terza e ultima figlia del matrimonio fra Henry Dashwood e la sua seconda moglie. Ha una spiccata vivacità e, come scrive la Austen, "aveva già assorbito una discreta quantità del romanticismo di Marianne senza aver la sua intelligenza, non prometteva, a tredici anni, di uguagliare le sorelle in un periodo più avanzato della sua vita". Piena di vita e socievole, riesce a fare amicizia con facilità, prima con Edward Ferrars, poi con il colonnello Brandon e con lo stesso John Willoughby.
- Signora Dashwood: seconda moglie di Henry Dashwood, alla cui morte si ritrova a doversi occupare delle sue figlie nonostante le gravi difficoltà economiche in cui versa ormai la famiglia. Quarantenne, è molto più simile caratterialmente a Marianne che a Elinor, e spesso prende decisioni dettate dall'emotività.
- Henry Dashwood: ricco gentiluomo, ha ereditato la tenuta di Norland in cui vive con la seconda moglie e le tre figlie nate da questo matrimonio. Questo lascito gli impedisce però di provvedere economicamente, alla sua morte, al benessere economico della seconda famiglia, così, quando si ammala gravemente, chiede al figlio John, di prendersene cura.
- John Dashwood: figlio di Henry Dashwood e della sua prima moglie, pur non essendo di indole cattiva è egoista e caratterialmente debole, il che lo porta ad essere costantemente vittima delle volontà di sua moglie Fanny.

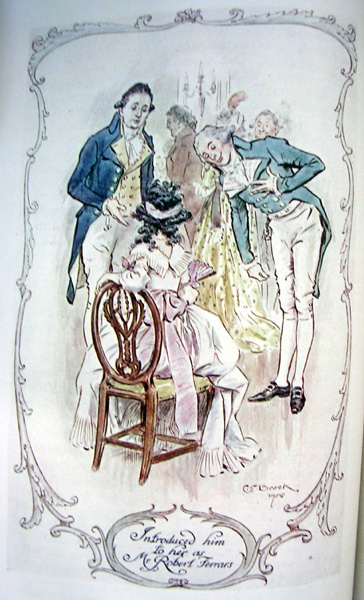
John Dashwood presenta Robert Ferrars ad Elinor

### Famiglia Ferrars
- Fanny Ferrars Dashwood: moglie di John Dashwood, è la sorella di Edward e Robert Ferrars. Vanitosa e snob, tratta duramente il marito e specialmente le sue sorelle, cercando di impedire l'unione tra Elinor ed Edward. Comportandosi da capofamiglia, controlla le relazioni dei suoi familiari esigendo dai fratelli dei matrimoni di rango.
- Edward Ferrars: fratello di Fanny e Robert Ferrars, ha un carattere timido e mite. Molto giovane si fidanza con Lucy Steele e, nonostante si innamori di Elinor, non viene meno alla sua precedente promessa comportandosi da gentiluomo. Dopo che Lucy scioglierà il fidanzamento, rinuncia all'eredità familiare e sposa per amore Elinor.
- Robert Ferrars: fratello più giovane dei Ferrars, è vanitoso e perennemente occupato dalla sua immagine. Si sposa con Lucy Steele dopo la rottura del fidanzamento fra lei e il fratello Edward.
- Signora Ferrars: donna dai modi bruschi e sprezzanti, è per indole molto simile ai figli Fanny e Robert. Impone ai figli di contrarre matrimoni convenienti.

### Conoscenze del Devonshire
- Sir John Middleton: cugino della Signora Dashwood, alla morte di Henry Dashwood, invita lei e le sue figlie a trasferirsi nel cottage che si trova sulla sua proprietà. Compagno d'armi del Colonnello Brandon, è affabile, semplice e amante della compagnia ma dai modi rozzi. Insieme alla suocera, la Signora Jennings, si diverte nel cercare di combinare matrimoni.
- Signora Jennings: madre di Lady Middleton e di Charlotte Palmer, dopo la morte del marito, trascorre la maggior parte del tempo ospite delle figlie e delle loro famiglie, specie dai Middleton. Pur essendo una donna simpatica e amichevole, il suo amore per il pettegolezzo la porta spesso a risultare invadente e inopportuna non a caso insieme al genero, Sir John, cerca di combinare matrimoni fra i diversi giovani di sua conoscenza, specie Elinor e Marianne Dashwood.
- Lady Middleton: moglie di Sir John Middleton, ha un carattere mite e un'intelligenza affatto vivace. Sua unica occupazione e interesse è la cura dei figli.
- Charlotte Palmer: figlia minore della Signora Jennings e sorella di Lady Middleton, è sposata con Thomas Palmer. Donna sciocca e chiacchierona, ride anche in momenti non appropriati provocando un crescente disappunto nel marito.
- Thomas Palmer: marito di Charlotte, concorre per un posto in Parlamento. Ha modi bruschi e un carattere per niente affabile che emerge pubblicamente nella mancanza di cortesia nei confronti della moglie.
- Colonnello Brandon: proprietario della tenuta di Delaford, è amico, confinante ed ex compagno d'armi di Sir John Middleton. In gioventù si innamora di Elizabeth Williams, ma la famiglia si oppone a questa unione avendo destinato la ragazza al fratello del Colonnello. Per allontanare i due giovani, viene arruolato nell'esercito. Al suo ritorno promette a Elizabeth di prendersi cura di Eliza, figlia della donna. Trentacinquenne, si innamora a prima vista di Marianne Dashwood che gli ricorda il suo primo amore. Amico onesto della famiglia Dashwood, lega particolarmente con Elinor e offre a Edward Ferrars un beneficio ecclesiastico che gli permette di sposarsi. Quando Marianne si ammala, aiuta attivamente Elinor nel curarla per poi partire per avvisare la madre. Resasi conto della nobiltà d'animo del colonnello e grata per averla sempre aiutata, Marianne inizia ad avvicinarsi all'uomo finendo con il ricambiare il suo affetto.
- John Willoughby: uomo affascinante dalla spiccata sensibilità artistica, è il nipote di una vicina dei Middleton, la Signora Smith. Alla morte della zia è destinato a ereditarne la fortuna. Mentre inizialmente appare come un personaggio positivo, di cui Marianne si innamora perdutamente, si rivela un uomo egoista, infantile e dai comportamenti non onorevoli. Intenzionato a sposare Marianne, disonora Eliza Williams che rifiuta di sposare e, diseredato dalla zia, abbandona anche Marianne per sposare la ricca Signorina Grey.
- Lucy Steele: lontana cugina della Signora Jennings, molto giovane si fidanza segretamente con Edward Ferrars. Priva di una buona educazione e di patrimonio, è un'abile calcolatrice. Quando Edward perde la sua fortuna in favore del fratello Robert, scioglie il fidanzamento per sposare quest'ultimo.
- Anna (Nancy) Steele: sorella maggiore di Lucy, è sciocca e incapace di comportarsi propriamente in società.

### Altri personaggi
- Eliza Williams: figlia di Elizabeth e protetta del Colonnello Brandon, partorisce un figlio illegittimo di John Willoughby.
- Elizabeth Williams: primo amore del Colonnello Brandon, è costretta dalla famiglia di lui a sposarne il fratello. L'unione si rivela infelice e, abbandonata a se stessa, perde patrimonio e dignità sparendo dai salotti della buona società. Si ammala gravemente lasciando, prima di morire, la cura della figlia Eliza al Colonnello Brandon.
- Sophia Grey: ricca e attraente signorina dell'alta società, che sposa John Willoughby. Dal carattere maligno, è lei a dettare al fidanzato le lettere crudeli con cui lui abbandona Marianne Dashwood.
- Signor Pratt: zio di Lucy Steele, cura l'istruzione in gioventù di Edward Ferrars.
- Signora Smith: zia di John Willoughby, lo disereda per non aver sposato Eliza Williams.

## Temi e stile
La trama tratta del contrasto tra la ragione di Elinor e l'emotività di Marianne, una relazione vagamente basata sul rapporto tra l'autrice e sua sorella maggiore, Cassandra, che nella realtà prende le caratteristiche della razionale Elinor, mentre Jane quella dell'emotiva Marianne.
Il romanzo è chiaramente un tentativo di difendere il senno e il ritegno di Elinor, e in misura minore anche una parodia del romanzo romantico che andava molto di moda negli ultimi anni del 1700. Tuttavia, il modo in cui le due sorelle vengono esaminate è complesso e multisfaccettato. La biografa Claire Tomalin sostiene che Ragione e sentimento, in qualche modo, nasce con una struttura traballante perché, ad un certo punto del romanzo, la Austen non era più certa su cosa dovesse prevalere tra ragione e sentimento.
Marianne è dotata di molte qualità: intelligenza, talento musicale, sincerità e la capacità di amare profondamente. Willoughby, con tutti i suoi difetti, continua ad amare ed apprezzare Marianne. Per questo motivo, alcuni lettori trovano il matrimonio finale di Marianne con il Colonnello Brandon un finale insoddisfacente. Tuttavia il finale è coerente con i temi del romanzo: la sorella razionale sposa il suo vero amore oltre lunghi ed impegnativi ostacoli alla loro unione, mentre la sorella emotiva trova la felicità in un uomo che all'inizio non amava, ma che costituisce una scelta ragionevole e soddisfacente per un marito.
Il romanzo rappresenta la sottile ironia della Austen al suo meglio, con molti divertenti passaggi sui Middleton, i Palmer, la signora Jennings e Lucy Steele.

## Pubblicazione

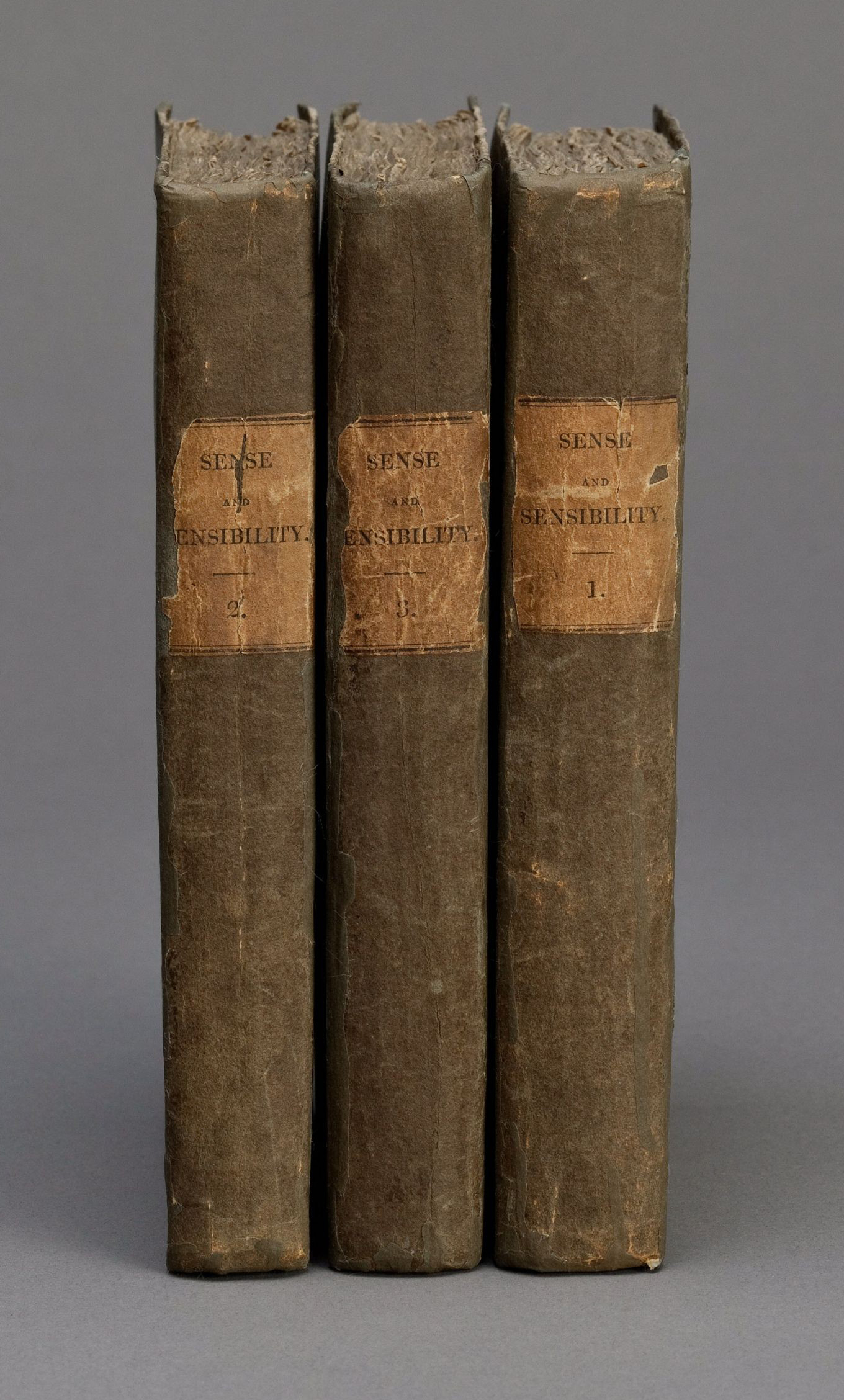
Sense and Sensibility, 1811, in tre volumi

Jane Austen scrive la prima stesura, intitolata Elinor and Marianne (in italiano Elinor e Marianne, poi rinominato Ragione e Sentimento), in forma epistolare più o meno intorno al 1794, quando ha circa 19 anni. Preceduto da alcuni racconti (raccolti in Juvenilia), Elinor e Marianne è il suo primo romanzo vero e proprio.
Il romanzo viene rielaborato tra il 1797 e il 1798: la forma epistolare è sostituita dallo stile in terza persona.
Nel 1811, Thomas Egerton della casa editrice Military Library di Londra approvò la pubblicazione del manoscritto in tre volumi. La Austen pagò la pubblicazione più una commissione sulle vendite all'editore. Il costo sostenuto per essa consisteva in più di un terzo del reddito annuale di casa Austen. Tuttavia l'autrice guadagnò £140 sulla prima edizione, vendendo tutte le 750 copie stampate, entro il luglio del 1813. Pubblicità di una seconda edizione apparvero nell'ottobre del 1813.

## Adattamenti

### Cinema
- Ragione e sentimento - film del 1995 diretto da Ang Lee, con Emma Thompson, Kate Winslet, Hugh Grant e Alan Rickman.
- Una lozione d'amore (Scents and Sensibility) - film del 2011 diretto da Brian Brough, con Ashley Williams, Marla Sokoloff e Nick Zano
- From Prada to Nada del 2011 diretto da Angel Gracia, con Camilla Belle, Alexa Vega e Nicholas D'Agosto. Un adattamento moderno in salsa latina.[4]

### Televisione
- Eleonora e Marianna (Sense and Sensibility) - miniserie televisiva del 1971, diretta da David Giles con Joanna David e Ciaran Madden.
- Sense and Sensibility - serie televisiva del 1981, diretta da Rodney Bennett con Irene Richard e Tracey Childs.
- Ragione e sentimento - serie televisiva del 2008, diretta da John Alexander e scritta da Andrew Davies, con Hattie Morahan e Charity Wakefield.

## Traduzioni italiane
- Sensibilità e buon senso, traduzione di Evelina Levi, Roma: Ed. Astrea, 1945.
- Ragione e sentimento: romanzo, traduzione di Berto Minozzi, Milano: Ed. Cavallotti, 1951.
- Elinor e Marianne: (ragione e sentimento), traduzione di Enrica Ciocia Castellani, Torino, S.A.I.E., 1957.
- Senno e sensibilità, traduzione di Beatrice Boffito Serra, Collana BUR n.1679-1682, Rizzoli, Milano, 1961; col titolo Ragione e sentimento , Introduzione di Pietro Citati, Milano: BUR, 1996, ISBN 88-17-15248-X.
- Sensibile amore, a cura di Valentina Bianconcini, Bologna: Capitol, 1961.
- L'eterno contrasto, traduzione [ridotta] di Rosanna Sorani, Milano: Fabbri, 1969.
- Ragione e sentimento, trad. di Stefania Censi, Introduzione di Sandra Petrignani, a cura di Malcolm Skey, Roma, Theoria, 1991, ISBN 88-241-0215-8; CDE, Milano, 1996.
- Senno e sensibilità, cura e traduzione di Pietro Meneghelli, Biblioteca Economica, Roma, Newton Compton, 1995, ISBN 88-8183-202-X. - poi col titolo Ragione e sentimento, Introduzione di Loredana Lipperini, Roma, Newton Compton, 2008, ISBN 978-88-541-1183-7.
- Ragione e sentimento, traduzione di Franca Severini, Siena, Barbera, 2007.
- Ragione e sentimento, traduzione di Monica Luciano, con uno scritto di Virginia Woolf, Collana Oscar Classici, Mondadori, 2007, ISBN 978-88-04-52600-1. - La Biblioteca di Repubblica-L'Espresso, Roma, 2017.
- Ragione e sentimento, traduzione di Luca Lamberti [i.e., Anonima], Introduzione di Roberto Bertinetti, Collana ET Classici, Torino, Einaudi, 2010, ISBN 978-88-06-19662-2.
- Ragione e sentimento, traduzione di Giuseppe Iarolli, jausten.it, 2010.
- Ragione e sentimento, traduzione di Renato Chiaro, Milano, Dalai, 2011, ISBN 978-88-6073-957-5.
- Ragione e sentimento, Introduzione di Maria Laura Celona, Palermo, Selino's, 2012, ISBN 978-88-95966-44-1.
- Ragione e sentimento, traduzione di Franca Severini, Prefazione di Sara Poledrelli, Collana UEF. I Classici, Milano, Feltrinelli, 2013, ISBN 978-88-07-90011-2.
- Ragione e sentimento, traduzione di Marianna D'Ezio, Collana Classici, Firenze, Giunti, 2014.
- Ragione e sentimento, traduzione di Beatrice Masini, Collana BUR ragazzi, Milano, Rizzoli, 2017. - Prefazione di Pietro Citati, illustrazioni di Hugh Thompson, Collana Classici deluxe, Milano, BUR-Rizzoli, 2023, ISBN 978-88-171-7930-0.
- Ragione e sentimento, traduzione di Maurizio Bartocci, Collana I Classici, Milano-Firenze, Bompiani, 2023, ISBN 978-88-301-1958-1.